# Tigersalmler

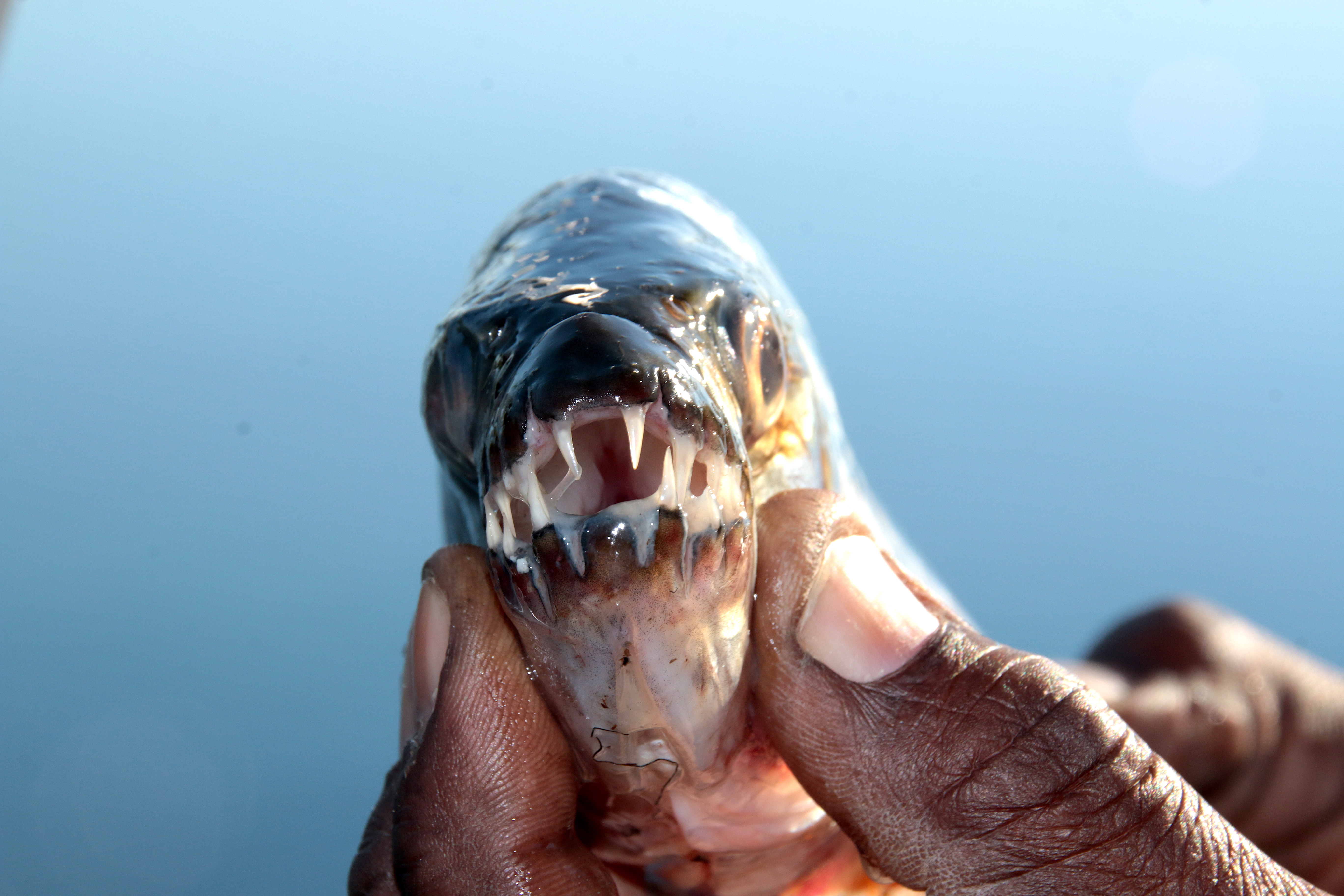
Tigerfisch am Okavango

Der Tigersalmler (Hydrocynus vittatus, auch Tigerfisch) ist ein Süßwasserraubfisch aus der Familie der Afrikanischen Salmler (Alestidae). Er kommt in Westafrika in den Flüssen Senegal, Volta, Mono, Ouémé, Niger, Bénoué und im Tschadsee vor, außerdem in Niederguinea im Cross River und Sanaga, sowie im übrigen Afrika im Nil, Omo, Kongo, Lualaba, Lufira, Luapula, Malagarasi, Sambesi, Limpopo, Rovuma, Shire, Rufiji, Ruaha, Wami, Ruvu und Okavango, sowie in den Seen Turkana, Bangweulu, Mweru, Tanganjika, Upemba und Rukwa.

## Merkmale
Der Tigersalmler wird maximal 74 (Weibchen) bzw. 105 (Männchen) cm lang, höchstens 28 kg schwer und kann ein Alter von acht Jahren erreichen. Seine Färbung ist gräulich. Jede einzelne Schuppe ist mit einem dunklen Fleck markiert, so dass parallele Längsstreifen auf den Körperseiten entstehen. Von Hydrocynus forskahlii, der ein ähnlich weites Verbreitungsgebiet hat, unterscheidet sich der Tigersalmler durch seinen weniger gestreckten Körper und die schwarzen Spitzen und Ränder an der Innenseite der gegabelten Schwanzflosse und der Fettflosse. Die Rückenflosse sitzt nicht so weit vorne wie bei Hydrocynus forskahlii, etwa auf Höhe der Bauchflossenbasis. Sie wird von 10, die Afterflosse von 15 Flossenstrahlen gestützt.
- Schuppenformel: 7,5(8,5)/43–53.

Zwei Schuppenreihen liegen zwischen der Seitenlinie und der schuppigen Bauchflossenbasis.

## Lebensweise
Der Tigersalmler bevorzugt warmes, sauerstoffreiches Wasser. Er kommt in größeren Flüssen und Seen vor und bildet Schwärme gleich großer Fische. Er wird im Allgemeinen als wild und unersättlich beschrieben und ernährt sich opportunistisch von den Beutefischen, die am häufigsten vorkommen, vor allem von Salmlern der Gattungen Brycinus und Micralestes sowie von Karpfenfischen der Gattung Barbus. Im Tanganjikasee sind Tanganjikasee-Sardinen (Limnothrissa miodon) seine Hauptbeute. Im Januar 2014 wurde dokumentiert, dass der Tigersalmler niedrig über die Gewässer fliegende Rauchschwalben (Hirundo rustica) im Sprung erbeutet.